# Giuliano Cazzolato
Giuliano Cazzolato (Montebelluna, 3 marzo 1954) è un ex ciclista su strada italiano.
Professionista dal 1979 al 1981.

## Carriera
Nato nel trevigiano nel 1954, intraprese giovane la via del ciclismo. Dapprima dilettante, entrò presto nel professionismo. Nonostante le numerose vittorie conseguite da dilettante, nella sua breve esperienza da professionista Cazzolato si distinse per le sue doti di gregario, collaborando per portare alla vittoria i suoi capisquadra.
Partecipò al Giro d'Italia 1979, aiutando il caposquadra Mario Beccia a vincere la seconda tappa e a piazzarsi sesto assoluto nella classifica generale finale. L'anno successivo, il 16 marzo 1980 terminò cinquantasettesimo alla Milano-Sanremo, con 2'41" di ritardo dal vincitore Pierino Gavazzi e successivamente fu gregario ancora di Beccia che vinse il 44º Tour de Suisse e si piazzò quarantaseiesimo.
Partecipò ancora una volta al Giro d'Italia, che termino ottantanovesimo a 3.44'07" aggiudicandosi la maglia nera, assegnata all'ultimo corridore della classifica generale finale.
Ido Da Ros, che recentemente ha raccolto (nel libro "Testa Bassa e Pedalare") le storie dei ciclisti trevigiani di quegli anni, alla domanda su quale fosse l'aneddoto più curioso così rispose:
"Senz'altro quello di Giuliano Cazzolato di Montebelluna. Nel Giro d'Italia del 1980 fece di tutto per chiudere il Giro a Milano con la maglia nera, ultimo assoluto in classifica generale, ma con diritto a un premio in denaro. Impresa non facile per due motivi: in primo luogo bisognava arrivare ultimi evitando di andare fuori tempo massimo, in secondo bisognava guardarsi da… temibili avversari come il tedesco Heinz Betz al quale la maglia nera fu brillantemente tolta dal montebellunese con astuzia tutta italiana solo nell'ultima tappa verso Milano."
Cazzolato lasciò il mondo del ciclismo nel 1981, quando sposò Manuela e nacque il figlio Cristiano. Iniziò un'attività in proprio, nell'ambito del commercio dell'abbigliamento.

## Piazzamenti

### Grandi giri
- Giro d'Italia

1979: 107º
1980: 89º

### Classiche
- Milano-Sanremo

1980: 57º